# Синтепон
Синтепон (рідше, у швейній промисловості,— штучний ватин) –  нетканий синтетичний матеріал  з поліефірних волокон. Має широке призначення у текстильній, меблевій та будівельній галузях. Особливості цих галузей  диктують набір спеціальних характеристик, що їх повинен мати матеріал, які залежать від методу виготовлення, виду сировини та інших  факторів.

## Назва
Назва синтепон походить від французького  «synthepon», що є злиттям двох слів: французького «synthe» і латинського «ponere». За сенсом це «синтетичний матеріал» + «класти» або «служити опорою». Тобто, синтетичний матеріал, який служить підставкою, підкладкою для чогось.

## Різновиди
Синтепух – начісані на спеціальних верстатах в рулонні матеріали штучні синтетичні волокна
Використовується, як правило, для пуховиків
поєднує якості пуху і синтепону
екологічно чистий і безпечний для здоров'я дітей і дорослих.
Шерстин чи шерстипон – неткане полотно, в якому в різних пропорціях комбінується натуральна шерсть овець і термоскріплююче синтетичне волокно.
Властивості
пишний і об'ємний
синтетична складова не дає шерсті скочуватися
волога довго не затримується, швидко випаровується.
Холлофайбер – повністю синтетичний матеріал
роблять з матеріалів, які не містять формальдегід та інші реагенти

## Виготовлення
При виготовленні синтепону використовують штучні поліефірні волокна, що надходять на виробництво (в чесальний цех) в тюках, схожих по контисенції на вату . До складу може входити і натуральні вовна чи бавовна. Чесальні верстати мають багато рядів з валами різних діаметрів, де багато гачків і шестерен, і являють собою гірку. Шар сировини багаторазово розчісується і укладається в шари, почергово стискується відповідними ребристими валами . Готовий синтепон виходить з верстата у вигляді одноманітного шару певної товщини (5-7 мм, доки не збитий), при ретельному огляді в ньому можна помітити кілька шарів, які розташовані паралельно. Напрямок розташування волокон в різних шарах різний.
Сировина для синтепону може бути отримана від вторинної переробки пластикової продукції (пляшок, одноразового пластикового  посуду, пакетів). Це (як правило) технічний синтепон для утеплення об'єктів будівництва, ціна на нього нижча від того, що йде на виготовлення одягу. Він деформується під час прання і скочується. Може бути різного кольору. Рідко – білого.  Якщо сировина — зелені пластикові пляшки, синтепон може мати зеленкуватий відтінок. Сині сміттєві пакети дадуть блакитний.